# Exkláva

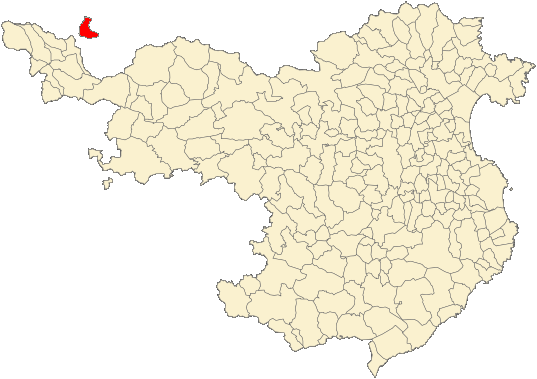
Poloha exklávy Llívia na mapě provincie Girona

Exkláva je část vlastního území, která je zcela oddělena od zbývajícího území.

## Exklávy států
Na úrovni mezinárodního práva je exklávou část území určitého státu, která je zcela obklopena územím cizího státu nebo více cizích států. Pojem byl převzat z francouzského exclave, původně pochází z latinského ex (z, vně, pryč) a clavus (hřebík, něco obklopeno).

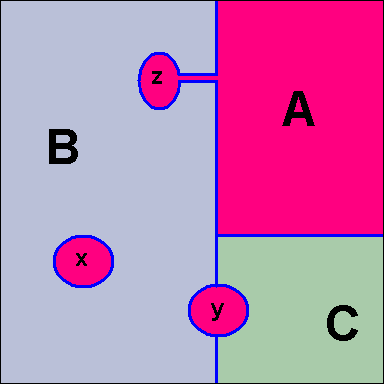

Exkláva obecně nemusí být vždy i enklávou. Pomocí schematického znázornění vpravo lze problematiku vysvětlit takto: území x a y jsou exklávami státu A (území z, spojené se státem A jakýmsi koridorem, je jeho zcela normálním územím). Území x je přitom z hlediska státu B enklávou, zatímco území y enklávou není (hraničí i se státem C).
Vnitrozemské exklávy:
- Nachičevan, ležící mezi Arménií, Tureckem a Íránem, jež je součástí Ázerbájdžánu
- dříve několik pozemků a malých území Západního Berlína, ležících na území NDR
- nizozemsko-belgické dvojměstí Baarle-Hertog/Baarle-Nassau, které tvoří soustavu několika exkláv Belgie na území Nizozemska; státní hranice přetíná ulice i domy a je velkou turistickou atrakcí
- komplikovaná soustava 200 bangladéšských a indických exkláv (obsahující světově unikátní kombinaci tří vnořených enkláv) na území indického kraje Kóč Bihár a sousedního Bangladéše, z nichž některé jsou velké jen několik hektarů
- španělská vesnice Llívia, obklopená územím Francie
- německá obec Büsingen am Hochrhein, obklopená švýcarskými kantony Schaffhausen, Zürich a Thurgau
- exkláva bosenské obce Međurečje v území Srbské republiky
- dříve 3 domy ve Verenahofu, které byly exklávou Německa ve Švýcarsku až do roku 1967
- německá sídla Ruitzhof a Rückschlag, oddělená od území Německa železnicí, která je belgickým územím
- italská obec Campione d'Italia, oddělená od území Itálie horami, které jsou na švýcarském území (Ticino)
- České exklávy v Horní Lužici, které byly až do 19. století pod správou Koruny české
- Moravské enklávy ve Slezsku

Poněkud rozdílné interpretace existují v otázce, jak posuzovat území, která jsou se státem, ke kterému patří, spojena mořskou cestou. Tento rozdíl je v zásadě podružný a je věcí náhledu:
- stát Aljaška je exklávou Spojených států amerických, oddělenou územím Kanady
- Ceuta a Melilla, města ležící na pobřeží Maroka, jež jsou autonomní oblastí Španělska
- Kaliningradská oblast je exklávou Ruska
- téměř celá Dubrovnicko-neretvanská župa v Chorvatsku je exklávou, od zbytku Chorvatska oddělenou krátkým úsekem pobřeží patřícím Bosně a Hercegovině s hercegovským přístavem Neum. Od roku 2022 je toto území spojeno se zbytkem Chorvatska prostřednictvím Pelješackého mostu, čímž povahu exklávy prakticky ztratilo.
- Cabinda, exkláva Angoly oddělená územím DR Kongo
- státy Sarawak a Sabah na Borneu jsou rozsáhlou exklávou Malajsie
- v zásadě je exklávou pevninská část Rovníkové Guiney, jelikož středisko státu se nachází na ostrově Bioko
- Pásmo Gaza může být považováno za exklávu Palestinské autonomní oblasti (spojení existuje jen přes území Izraele)
- zámořské regiony Francie (jako je např. Francouzská Guyana) lze považovat za exklávy jak Francie, tak potažmo i Evropské unie.
- Pozn.: V tomto smyslu se za exklávy považují zejména územně oddělená území, která sousedí s územím jiného státu, jsou oddělena cizími teritoriálními vodami nebo jsou velmi vzdálena (např. na jiném kontinentě). V nejširším pojetí by za exklávy bylo možno považovat i jakékoli ostrovy mimo hlavní státní území.

Dále se exkláva nesmí zaměňovat se statusem exteritoriálního území.

## Exklávy na území Česka

### Exklávy obcí nebo jejich částí
Exklávu též tvoří část obce, kterou se sídelní částí obce nepropojuje území obce, ale je oddělena územím jiné obce nebo obcí. Většina současných exkláv tohoto typu vznikla při rozsáhlém a často živelném osamostatňování částí obcí po roce 1990. Nynější zákon o obcích z roku 2000 stanoví zásadu souvislého území nově vzniklých obcí, která zabraňuje vytváření nových enkláv a exkláv na obecní úrovni, některé exklávy naopak od roku 2000 již zanikly (např. Kunov a Libhošť). 
V Česku existovaly ke květnu 2023 následující obecní exklávy:

#### Středočeský kraj
- Část Zdebuzeves je exklávou městyse Divišov (ORP Benešov).
- Část Kozolupy je exklávou obce Vysoký Újezd (ORP Beroun).
- Část Lovčice je exklávou městyse Bílé Podolí (ORP Čáslav).
- Části Malá Lečice a Senešnice jsou společnou exklávou obce Bojanovice (ORP Černošice).
- Části Hatě a Horní Jelčany jsou společnou exklávou obce Bečváry (ORP Kolín).
- Části Lišice a Sulovice jsou společnou exklávou obce Svatý Mikuláš (ORP Kutná Hora).
- Část Zdeslavice je exklávou obce Černíny (ORP Kutná Hora).
- Část Bezdědice je exklávou města Bělá pod Bezdězem (ORP Mladá Boleslav).
- Části Bechov a Svobodín jsou společnou exklávou města Dolní Bousov (ORP Mladá Boleslav).
- Část Skyšice je exklávou obce Domousnice (ORP Mladá Boleslav).
- Část Kojovice je exklávou obce Kropáčova Vrutice (ORP Mladá Boleslav).
- Části Chloumek, Libichov a Sýčina jsou společnou exklávou města Dobrovice (ORP Mladá Boleslav).
- Části Doubravice a Trnová jsou společnou exklávou obce Katusice (ORP Mladá Boleslav).
- Část Bytíz je exklávou města Příbram (ORP Příbram).
- Část Kamenná je exklávou obce Milín (ORP Příbram).
- Část Podbořánky je exklávou města Jesenice (ORP Rakovník).
- Části Bezděkov, Radíkovice a Všebořice jsou společnou exklávou obce Loket (ORP Vlašim).
- Části Čečkov, Nosákov, Odlochovice a Podolí jsou společnou exklávou obce Jankov (ORP Votice).

#### Jihočeský kraj
- Katastrální území Kaliště u Českých Budějovic a Třebotovice jsou společnou exklávou města České Budějovice a zároveň i části České Budějovice 5 (ORP České Budějovice).

- Část Hlinsko je exklávou města Rudolfov (ORP České Budějovice).
- Část Vlkovice je exklávou města Lišov (ORP České Budějovice).
- Část Ostojkovice je exklávou obce Budíškovice (ORP Dačice).
- Část Prostřední Vydří je exklávou města Dačice (ORP Dačice).
- Části Maršov, Olšany a Velký Jeníkov jsou společnou exklávou obce Studená (ORP Dačice).
- Část Malá Rosička je exklávou obce Žďár (ORP Jindřichův Hradec).
- Část Velká je exklávou města Milevsko (ORP Milevsko).
- Část Pěkná je exklávou obce Nová Pec (ORP Prachatice).
- Části Lžín a Závsí jsou společnou exklávou obce Dírná (ORP Soběslav).
- Části Černětice a Račí jsou společnou exklávou města Volyně (ORP Strakonice).
- Část Vojnice je exklávou obce Volenice (ORP Strakonice).
- Část Pašovice je exklávou obce Chrášťany (ORP Týn nad Vltavou).
- Části Smilovice (samostatně) a Pořežany, Třitim a Tuchonice (společně) jsou dvěma samostatnými exklávami obce Žimutice (ORP Týn nad Vltavou).

#### Plzeňský kraj
- Části Habartice, Kvaslice a Vítkovice (společně) a Dobrá Voda, Křištín a Střeziměř (společně) jsou dvěma samostatnými exklávami města Klatovy (ORP Klatovy).
- Část Slivonice je exklávou obce Velký Bor (ORP Horažďovice).
- Části Mlynářovice a Zbyslav jsou dvěma samostatnými exklávami města Plánice (ORP Klatovy).
- Část Zelená Lhota je exklávou města Nýrsko (ORP Klatovy).
- Části Sezemín a Šibanov jsou společnou exklávou města Poběžovice (ORP Domažlice).
- Část Kůští je exklávou města Město Touškov (ORP Nýřany).
- Část Chocenický Újezd je exklávou obce Letiny (ORP Blovice).

#### Karlovarský kraj
- Část Cihelny je exklávou města Karlovy Vary (ORP Karlovy Vary).
- Část Krásný Jez je exklávou města Bečov nad Teplou (ORP Karlovy Vary).
- Katastrální území Mlyňany je exklávou části Žlutice města Žlutice, protože je od jádrového katastrálního území Žlutice odděleno částí a katastrálním územím Verušice (ORP Karlovy Vary).

#### Ústecký kraj
- Katastrální území Krbice je exklávou obce Spořice a zároveň i části Spořice obce Spořice (ORP Chomutov).
- Část Brloh je exklávou města Louny (ORP Louny).
- Část Dolejší Hůrky je exklávou města Postoloprty a zároveň také správního obvodu ORP Louny.
- Části Kocourov, Lhota, Lipá, Medvědice a Mrsklesy jsou společnou exklávou města Třebenice (ORP Lovosice).
- Část Stebno je exklávou města Kryry (ORP Podbořany).
- Části Český Újezd, Hrbovice a Střížovice jsou společnou exklávou města Chlumec (ORP Ústí nad Labem).
- Části Dubice, Moravany a Radejčín jsou společnou exklávou obce Řehlovice (ORP Ústí nad Labem).

#### Liberecký kraj
- Část Vojetín je exklávou města Doksy (ORP Česká Lípa).
- Katastrální území Chrastava II je exklávou části Chrastava města Chrastava, protože je od jádrového katastrálního území Chrastava I odděleno částí a katastrálním územím Dolní Chrastava (ORP Liberec).

#### Královéhradecký kraj
- Část Malá Čermná je exklávou města Hronov (ORP Hronov).
- Část Světlá je exklávou obce Lhota pod Hořičkami (ORP Náchod).
- Část Březová je exklávou města Meziměstí (ORP Broumov).

#### Pardubický kraj
- Část Chlum je exklávou města Hlinsko (ORP Hlinsko).
- Část Lešany je exklávou města Skuteč (ORP Chrudim).
- Části Nová Ves u Litomyšle a Pohodlí jsou společnou exklávou města Litomyšl (ORP Litomyšl).
- Část Tupesy je exklávou města Přelouč (ORP Přelouč).
- Části Nová Ves a Plchůvky jsou společnou exklávou města Choceň (ORP Vysoké Mýto).

#### Kraj Vysočina
- Části Jilemník a Zbožice jsou dvěma samostatnými exklávami města Havlíčkův Brod (ORP Havlíčkův Brod).
- Část Malochyně je exklávou městyse Libice nad Doubravou (ORP Chotěboř).
- Část Panenská je exklávou města Jemnice (ORP Moravské Budějovice).
- Část Vříšť je exklávou městyse Sněžné (ORP Nové Město na Moravě).
- Část Mašovice je exklávou obce Hořepník (ORP Pelhřimov).
- Části Vlásenice-Drbohlavy (samostatně), Nemojov, Lešov a Radňov (společně) a Houserovka, Benátky, Janovice a Ostrovec (společně) jsou třemi samostatnými exklávami města Pelhřimov (ORP Pelhřimov). Území města zároveň jako enklávu obsahuje obec Krasíkovice (v jednom místě je však území Pelhřimova propojeno pouze bodovým kontaktem ve čtyřmezí), jedná se tak o nejsložitější systém exkláv a enkláv na území Česka.[zdroj⁠?!]
- Část Studnice je exklávou města Telč (ORP Telč).
- Část Bojanov je exklávou městyse Křižanov (ORP Velké Meziříčí).
- Část Pánov je exklávou města Velká Bíteš (ORP Velké Meziříčí).

#### Jihomoravský kraj
- Část Nové Mlýny je exklávou obce Přítluky (ORP Břeclav).
- Části Pejškov (samostatně) a Hajánky, Hájek a Jamné (společně) jsou dvěma samostatnými exklávami města Tišnov (ORP Tišnov).
- Katastrální území Krásensko II je exklávou obce Krásensko (ORP Vyškov).

#### Olomoucký kraj
- Části Dolní Bušínov a Hněvkov jsou dvěma samostatnými exklávami města Zábřeh (ORP Zábřeh).
- Část Studená Loučka je exklávou města Mohelnice (ORP Mohelnice).
- Část Bezděkov u Úsova je exklávou města Úsov (ORP Mohelnice).
- Část Cakov je exklávou obce Senice na Hané (ORP Litovel).
- Část Těšíkov je exklávou města Šternberk (ORP Šternberk).
- Část Svrčov je exklávou obce Lazníky (ORP Přerov).
- Části Hranice VII-Slavíč (samostatně) a Hranice VIII-Středolesí a Hranice IX-Uhřínov (společně) jsou dvěma samostatnými exklávami města Hranice (ORP Hranice).
- Část Nová Dědina je exklávou města Konice (ORP Konice).
- Katastrální území Čechovice-Záhoří je exklávou části Čechovice města Prostějov, protože je od jádrového katastrálního území Čechovice u Prostějova odděleno částí a katastrálním územím Domamyslice (ORP Prostějov).

#### Moravskoslezský kraj
- Část Karlovec je samostatnou exklávou města Bruntál (ORP Bruntál).
- Část Jelenice je exklávou města Vítkov (ORP Vítkov).
- Části Kamenka a Klokočůvek jsou společnou exklávou města Odry (ORP Odry).
- Část Výškovice je exklávou města Bílovec (ORP Bílovec).
- Část Skalice je exklávou města Frýdek-Místek (ORP Frýdek-Místek).

#### Zlínský kraj
- Část Lázy je exklávou obce Loučka (ORP Valašské Meziříčí).
- Katastrální území Loučka II je exklávou obce Loučka (ORP Valašské Klobouky).
- Katastrální území Mistřice II je exklávou obce Mistřice (ORP Uherské Hradiště).
- Části Polichno a Řetechov jsou samostatnými exklávami města Luhačovice (ORP Luhačovice).

### Exklávy správních obvodů
Kromě exkláv obcí existují v České republice následující exklávy správních obvodů přenesené státní působnosti:

#### Karlovarský kraj
- Obec Doupovské Hradiště je exklávou správního obvodu ORP Ostrov.

#### Jihomoravský kraj
- Obce Vranov (samostatně, ale v jednom bodě se dotýká hlavního území ORP), Rebešovice (samostatně) a dále společně obce, městyse a města Hajany, Modřice, Moravany, Nebovidy, Omice, Ořechov, Ostopovice, Popůvky, Prštice, Radostice, Silůvky, Střelice, Troubsko a Želešice jsou třemi samostatnými exklávami správního obvodu ORP Šlapanice.
- Obec Karlín je exklávou správního obvodu ORP Hodonín.
- Obec Suchov je exklávou správního obvodu POÚ Veselí nad Moravou (ORP Veselí nad Moravou).